# マーチ・83G

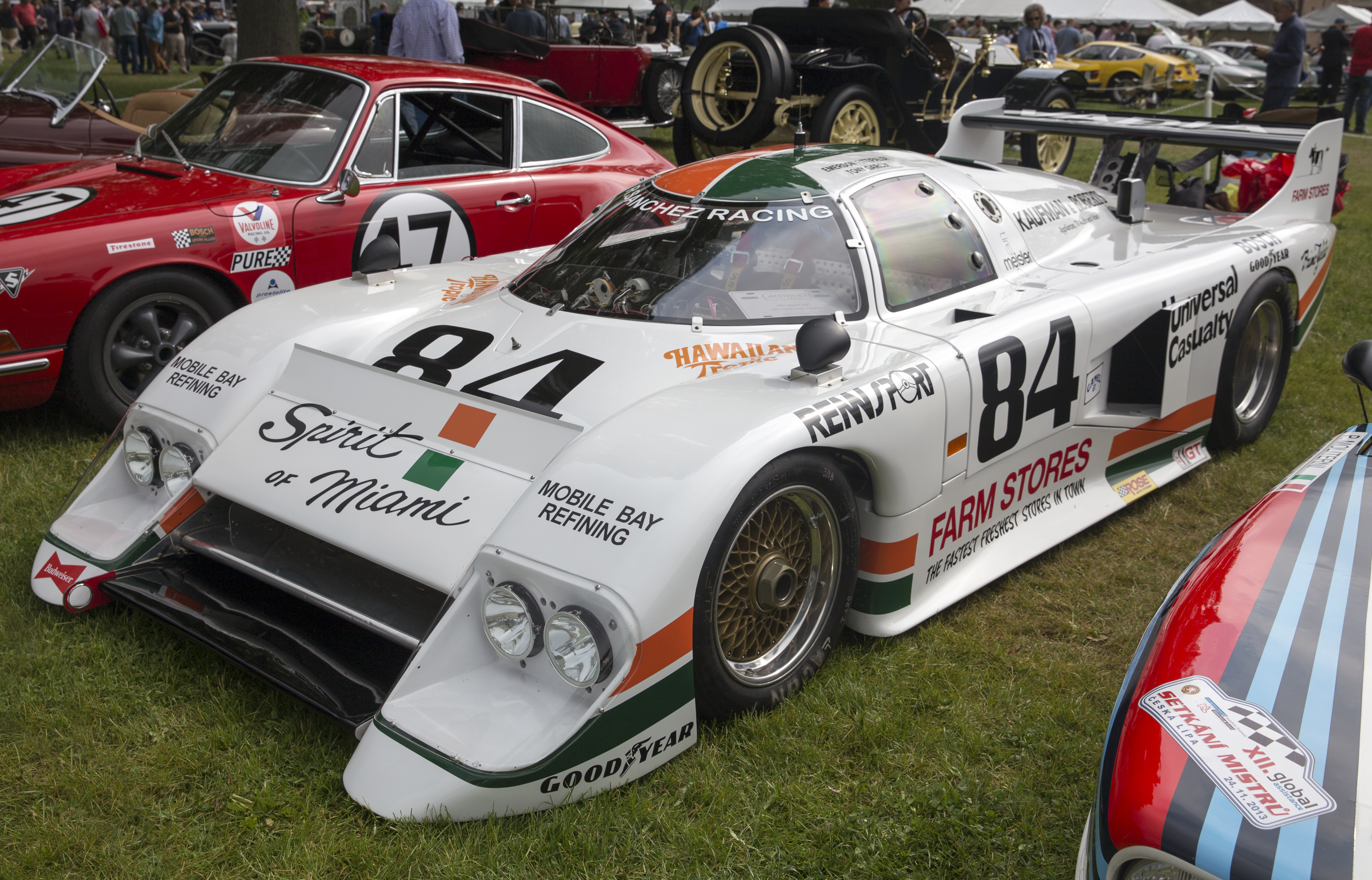
マーチ・83G - シボレー 「スピリット・オブ・マイアミ」

マーチ・83Gは、マーチ・エンジニアリングが製造した1983年型IMSA GTPおよびグループC用シャシーで、エイドリアン・ニューウェイが設計した。IMSA GTPではドライバーズタイトルとシャシー製造者のタイトルを獲得した。

## 概要
1983年から1984年に掛けてエイドリアン・ニューウェイがマーチのIMSA GTPプログラムの設計マネージメントを行い、83Gはニューウェイが設計した最初の車両だった。83Gは5台が製造された。4台がIMSAで使用され、1台が日本のグループCレースで使用された。

### IMSA
83Gの1台目の車両（83G-1）は、1982年の11月に行われたデイトナ3時間レースで初めて使用された。アル・ホルバートのチームは3台の83Gを使用した。最初の2台はシボレーエンジンを搭載し、ホルバートはこの車両でマイアミとラグナ・セカに勝利した。この車両は、ミッドオハイオではジム・トゥルーマン、ドック・バンディ、ボビー・レイホールのドライブで更に1勝を挙げた。3台目の車両はポルシェエンジンを搭載し（83G-4または83G-04）、この車両でホルバートは更に4勝を積み上げてホルバート自身のドライバーズタイトルとマーチのシャシー製造者タイトルを獲得した。翌年もランディ・ラニエがドライバー、マニュファクチャラーのダブルタイトルを獲得した。

### 全日本

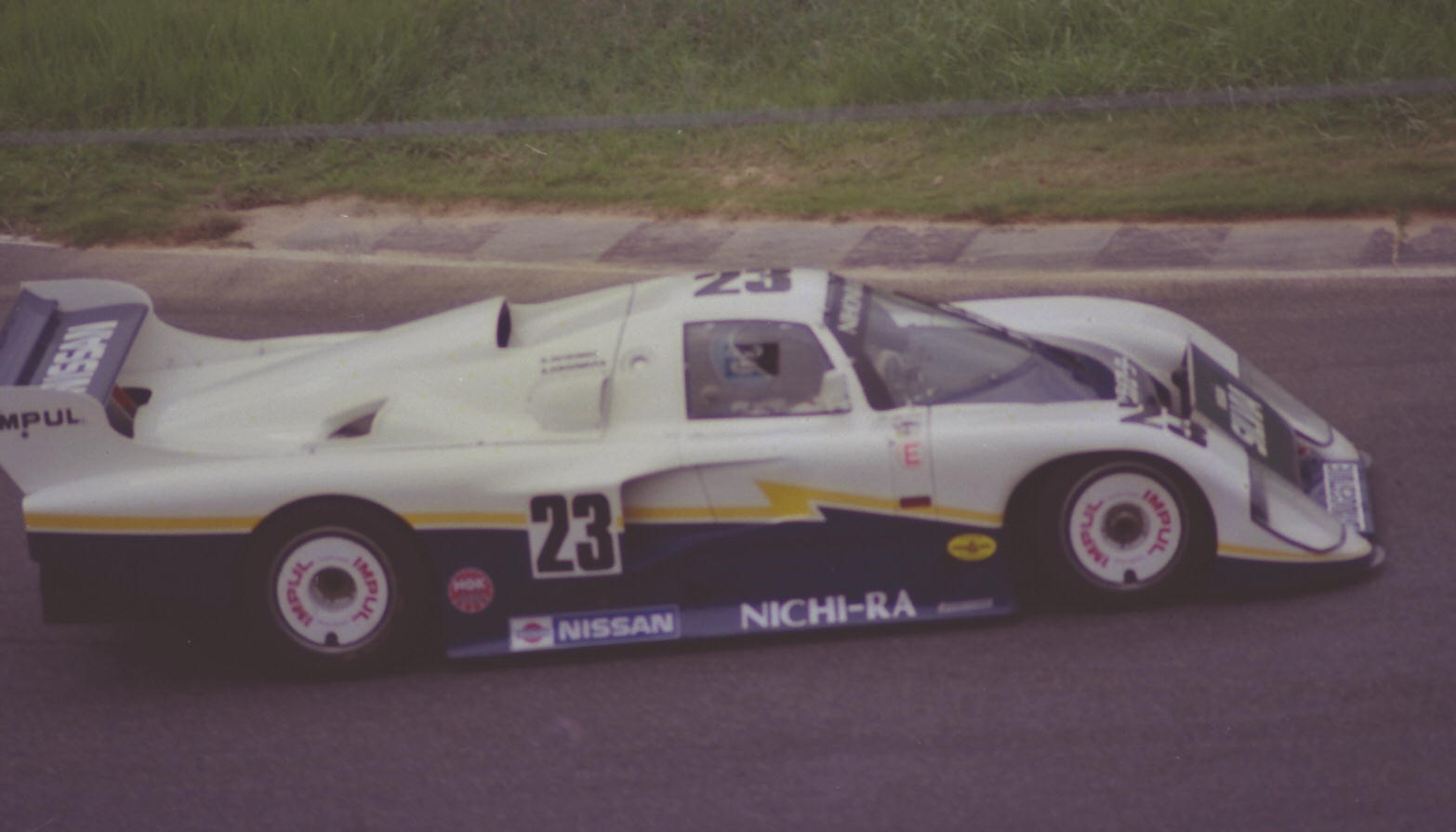
1984年8月26日、鈴鹿1000kmレース決勝を走るシルビアターボCニチラ。(ドライバー：萩原光)

日産は、1983年に始まった全日本耐久選手権、富士ロングディスタンスシリーズ（富士LD）、同年のWEC-JAPANに参戦するため、スーパーシルエットに同社の車両で参戦していたホシノレーシング、ハセミモータースポーツ、セントラル20にそれぞれエンジンと資金を提供して、グループCレースへ参戦を開始した。このうち、ホシノレーシングが83Gを購入し、日産のLZ20B型エンジンを搭載した。ホシノレーシングが使用したシャシーが最後に製造された83G（83G-5または83G-05）だった。

全日本のデビュー戦は7月の富士1000kmで、ドライバーは星野一義/萩原光だった。2戦目の鈴鹿1000kmではポルシェを抑え星野がポールポジションを獲得し、3戦目となるWEC-JAPANではトップのワークス・ポルシェ・956から28周遅れながら、国産エンジン搭載車最上位の7位で完走を果たした。
翌1984年は、星野とBS・レインタイヤの力により、しばしば好走を見せるものの、信頼性が極端に低く一度も完走できなかった。
1985年開幕戦鈴鹿500kmからエンジンをFJ20型に換装、2位に入賞する。結果的にこれが最上位で、次の富士1000kmが最後のレースとなった（リタイヤ）。第3戦富士500マイルからは、ホシノレーシングはV型6気筒エンジン搭載のマーチ・85G/日産にマシンを変更した。
尚、市販車と共通点のないまったく純粋なレーシングマシンであるが、日産の公道用自動車のPRのためにスーパーシルエット車両の命名法を受け継いだ「シルビアターボCニチラ」の名称でエントリーした。